# 끊음 (바둑)
끊음 또는 차단은 상대방의 돌이 줄을 따라 차례로 놓이지 못하게 방해하는 수단이다. 상대의 끊음에 맞받아 끊어 서로가 끊기는 형태를 맞끊음(cross cut)이라고 한다. 참고로, 단수를 칠 때 상대의 돌을 끊으면서(끊음) 단수치는 수법도 유용하게 쓰인다.